# Antena 2 (Portugal)
Antena 2 es uno de los tres canales nacionales de radio producidos por el ente público portugués de radiodifusión Rádio e Televisão de Portugal, siendo los otros Antena 1 y Antena 3.
El canal se especializa en la difusión de la música clásica y músicas del mundo, así como otros programas de naturaleza cultural con música tradicional portuguesa.
En noviembre de 2011 puso en marcha una radio en línea dedicada exclusivamente a la ópera, "Antena 2 Ópera".